# Dentiraja flindersi
Dentiraja flindersi és una espècie de peix de la família dels raids i de l'ordre dels raïformes.

## Morfologia
- Els mascles poden assolir 31,6 cm de longitud total i les femelles 32,6.[3][4]

## Hàbitat
És un peix marí, de clima subtropical i bentopelàgic que viu entre 27-54 m de fondària.

## Distribució geogràfica
Es troba a l'oceà Índic oriental: el sud d'Austràlia.

## Observacions
És inofensiu per als humans.